# Shahrestān di Charoimaq
Lo shahrestān di Charoimaq (farsi شهرستان چاراویماق) è uno dei 19 shahrestān dell'Azarbaijan orientale, in Iran. Il capoluogo è Qarah Aghaj. Lo shahrestān è suddiviso in 2 circoscrizioni (bakhsh):
- Centrale (بخش مرکزی)
- Shadian (بخش شادیان)